# Onthophagus flavolimbatus
Onthophagus flavolimbatus là một loài bọ cánh cứng trong họ Bọ hung (Scarabaeidae).